# Hadena oenistis
Hadena oenistis är en fjärilsart som beskrevs av Druce 1905. Hadena oenistis ingår i släktet Hadena och familjen nattflyn. Inga underarter finns listade i Catalogue of Life.